# Voronovîțea, Vinnița
Voronovîțea (în ucraineană Вороновиця) este o așezare de tip urban din raionul Vinnîțea, regiunea Vinnița, Ucraina. În afara localității principale, nu cuprinde și alte sate.

## Demografie
Componența lingvistică a așezării de tip urban Voronovîțea
     Ucraineană (97,72%)
     Rusă (2,06%)
     Alte limbi (0,11%)
Conform recensământului din 2001, majoritatea populației așezării de tip urban Voronovîțea era vorbitoare de ucraineană (97,72%), existând în minoritate și vorbitori de rusă (2,06%).